# Pierre Mignard
Pierre Mignard sau Pierre Mignard I (n. 17 noiembrie 1612, Troyes, Champagne-Ardenne, Franța – d. 30 mai 1695, Paris, Regatul Franței), numit „Mignard le Romain” pentru a-l deosebi de fratele său Nicolas Mignard⁠(d), a fost un pictor francez cunoscut pentru scenele și portretele sale religioase și mitologice. A fost contemporan cu prim pictor al regelui ,Charles Le Brun, cu care s-a angajat într-o rivalitate acerbă, care a durat toată viața.

## Viața
Pierre Mignard s-a născut la Troyes în 1612, ca fiu al lui Pierre și al Mariei Gallois. Provenea dintr-o familie de artizani. A fost fratele mai mic al lui Nicolas⁠(d), care a devenit pictor și gravor și care a fost activ în principal în Avignon și era cunoscut sub numele de Mignard d'Avignon. Nicolas a avut doi fii, Paul⁠(d), care a devenit pictor și gravor și Pierre,⁠(d) care a devenit pictor și arhitect. Pentru a-l deosebi de unchiul său, nepotul a fost numit „Pierre II” sau „Le Chevalier”.

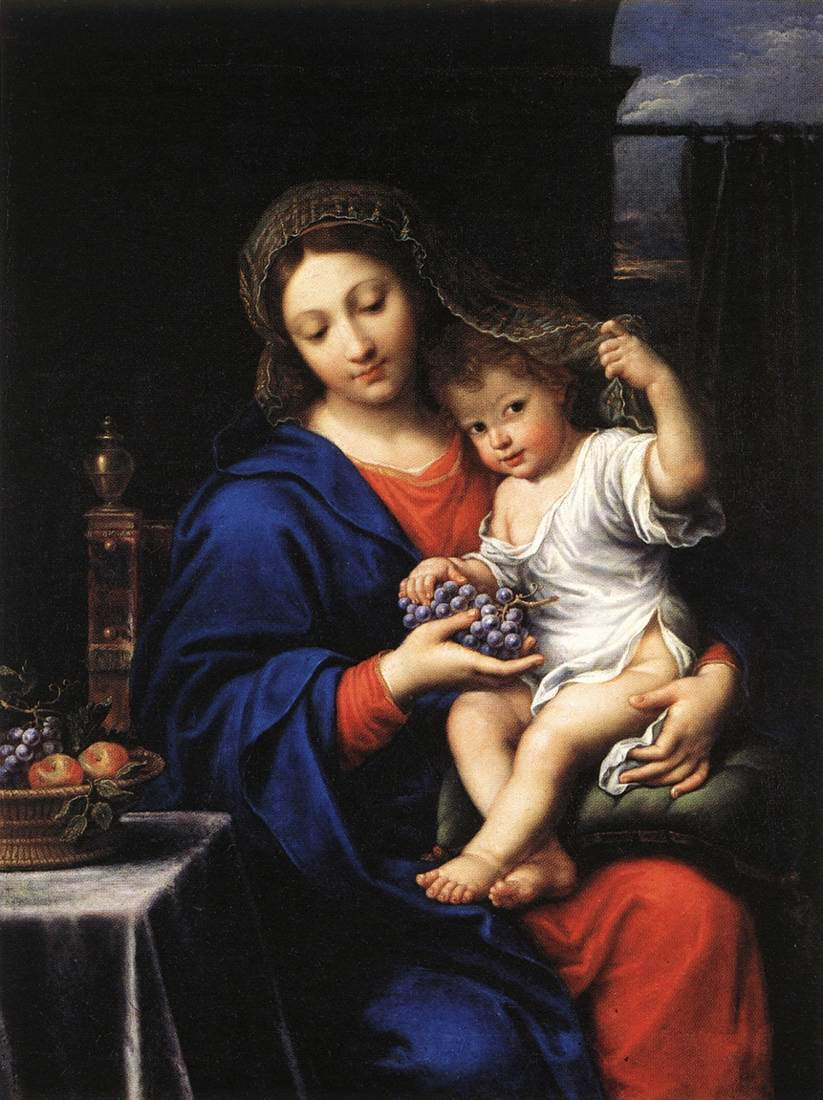
Fecioara cu strugurii, 1640

Pierre Mignard s-a format la Bourges cu pictorul manierist Jean Boucher. Ulterior a petrecut timp făcând copii ale operelor manieriste în castelul Fontainebleau. Apoi a studiat o perioadă în atelierul lui Simon Vouet⁠(d). Mignard a plecat la Roma în 1635, unde va rămâne aproximativ 22 de ani. Datorită lungii sale șederi la Roma a primit porecla „Mignard le Romaine”.
La Roma a pictat comenzi religioase. Era cunoscut în special pentru numeroasele sale imagini ale Madonei și ale Pruncului. Acestea erau atât de populare încât erau denumite „Mignardises”. A pictat, de asemenea, picturi de altar. Compatriotul Nicolas Poussin l-a angajat pe Mignard pentru a face copii ale lucrărilor sale. De asemenea, a fost activ ca gravor reproducător, realizând copii după Annibale Carracci. În această perioadă, Mignard și-a dezvoltat, de asemenea, interesul de o viață pentru portret și a pictat portrete ale papilor, cardinalilor și membrilor proeminenți ai nobilimii italiene care au urmat. De asemenea, a călătorit în nordul Italiei, unde a vizitat Bologna, Parma, Mantova, Florența și Veneția.

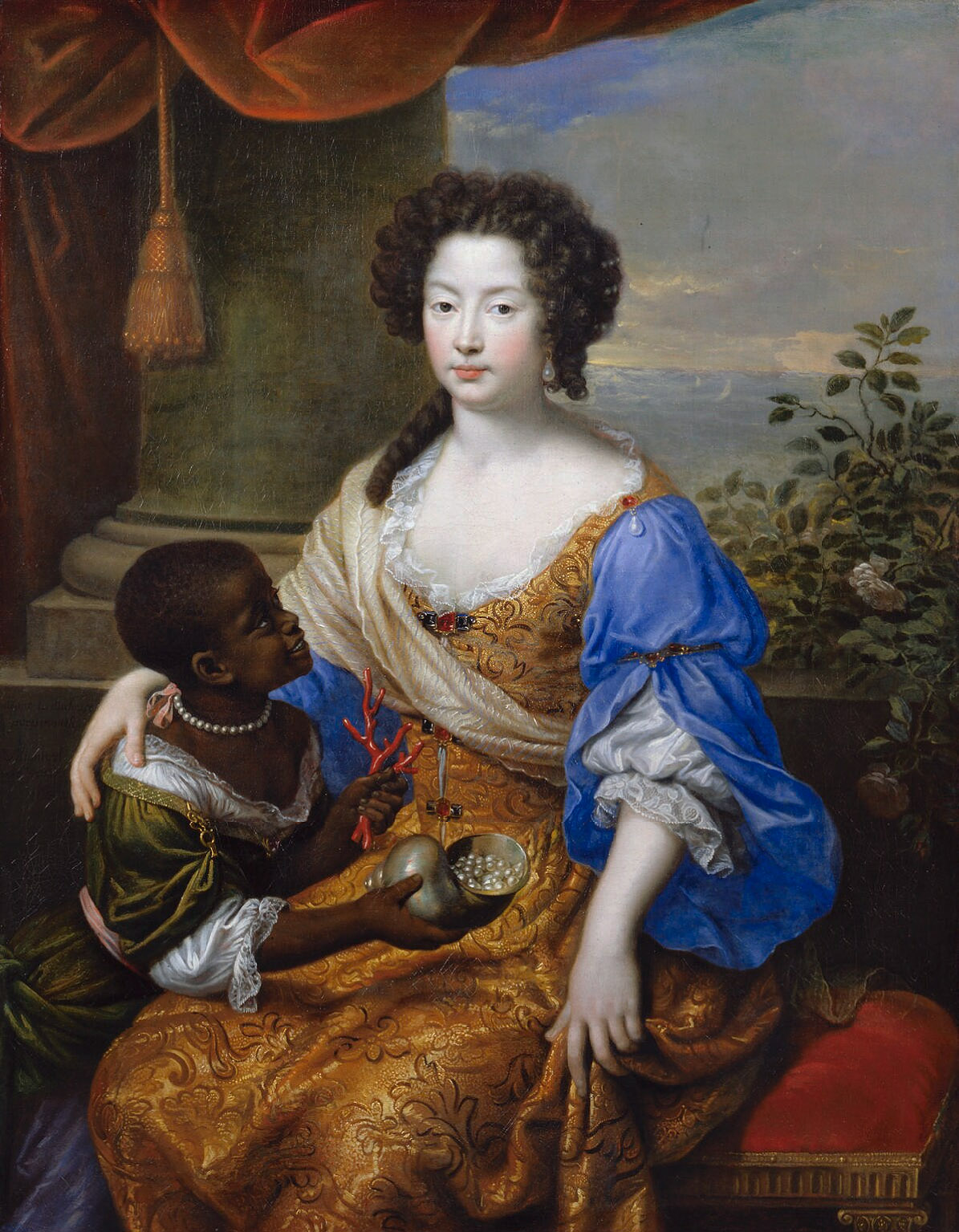
Portretul lui Louise de Kérouaille, ducesa de Portsmouth

Reputația sa era atât de mare încât a fost chemat la Paris în 1657, probabil de cardinalul Mazarin. S-a întors prin Avignon, unde lucra fratele său Nicolas. Aici l-a cunoscut pe dramaturgul Molière, care i-a devenit un prieten apropiat și căruia i-a pictat mai multe portrete. La Paris a devenit un portretist popular. A intrat în grațiile regelui Ludovic al XIV-lea, căruia i-a făcut mai multe portrete. Mignard a devenit rival al celui mai important pictor francez din acea vreme și primul pictor al regelui, Charles Le Brun. A refuzat să intre la Académie royale de peinture et de sculpture⁠(d) în timp ce Le Brun era directorul acesteia și, în schimb, a devenit șeful unei bresle rivale. După moartea lui Le Brun în 1690, Mignard i-a succedat atât ca director al academiei, cât și ca prim pictor al regelui. Fratele său Nicolas și nepotul său Paul, care era elevul său, i-au ținut partea lui Le Brun împotriva lui Mignard, ceea ce a dus la o ruptură în relația lor. Mignard a murit cinci ani mai târziu, în 1695, la Paris, când era pe cale să înceapă lucrările la cupola Les Invalides.

## Opera
Mignard a fost activ în principal ca portretist. De asemenea, a realizat scene mitologice și religioase.
La scurt timp după întoarcerea sa la Paris, Mignard a reușit să atragă patronajul unor personalități importante care i-au comandat portrete. Printre cei care i-au fost modele s-au numărat Turenne, Molière, Bossuet, Maintenon (în Luvru), La Vallière, Sévigné, Montespan, Descartes (la Castelul Howard). A fost astfel unul dintre cei mai de succes portretiști ai timpului său, deși, potrivit unor istorici de artă, a fost și cel mai plictisitor.

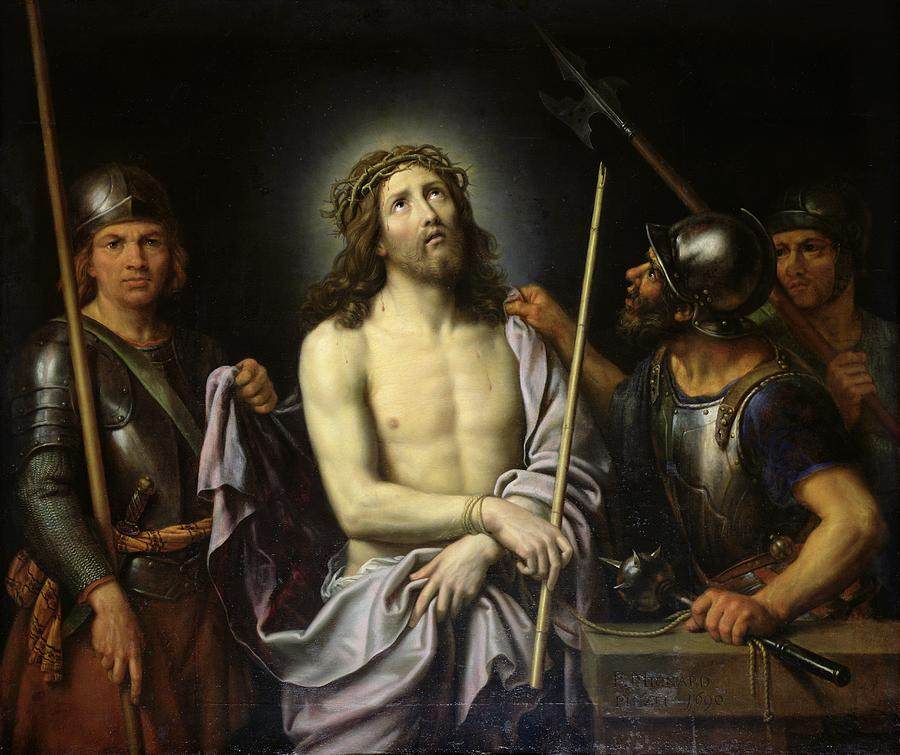
Ecce homo, 1690

Multe dintre compoziții au fost gravate de Gérard Audran⁠(d), Pieter van Schuppen⁠(d), Robert Nanteuil⁠(d), Gérard Edelinck⁠(d), Antoine Masson⁠(d), François de Poilly⁠(d) și alții.
La Avignon, la Muzeul Calvet, există o bună selecție de lucrări ale lui Pierre, Nicolas și Pierre al II-lea. Institutul de Artă Courtauld (Londra), Muzeul de Artă al Universității Harvard, Muzeul Ermitaj, Muzeul de Artă din Honolulu, Kunst Indeks Danmark, Luvru, Muzeul de Artă și Istorie din Geneva, Muzeul Augustins din Toulouse, Muzeul Ingres (Montauban, Franța), Muzeul Lombardi (Parma, Italia), Muzeul de Arte Frumoase din Houston, Galeria Națională, Londra, Galeria Națională de Portret, Londra, Muzeul de Artă din Carolina de Nord, Muzeul de Artă din Portland și Versailles se numără printre colecțiile publice care dețin lucrări de Pierre Mignard.